# Sant Urbà de Montsonís
Sant Urbà és una antiga església al poble de Montsonís, del municipi de la Foradada (Noguera), catalogada com a bé cultural d'interès local.

## Història
A la fi del segle xi, el castell de Montsonís pertanyia als vescomtes d'Àger, hereus d'Arnau Mir de Tost. El 1131, el vescomte Guerau Ponç II de Cabrera feu donació del castell i el seu terme a l'abadia de Sant Pere d'Àger, i la subjecció de la parròquia de Montsoníses confirmà el segle xiv, quan apareix esmentada sota l'advocació de Sant Pere, i perdurà fins a finals del segle xviii, quan aquesta església fou abandonada i substituïda com a parròquia per la nova església barroca de Santa Maria de Montsonís (1787).
A mitjans del segle xx, la volta es trobava esfondrada i el campanar només conservava la cara nord. Als anys 1980, sota titularitat municipal, foren reconstruïdes les parts esfondrades, consolidats els murs existents, i l'edifici rehabilitat com a local social del poble.

## Descripció
Es troba al vessant sud-est d'un turonet que domina el poble des de l'oest. Al vessant nord-oest del mateix turó hi ha ubicat el l'actual cementiri.
Es tracta d'un edifici aïllat d'una sola nau, capçada per un absis semicircular, amb un campanar de planta quadrada adossat a la façana de ponent i l'accés a la façana nord. L'orientació de l'edifici segueix la norma romànica de disposar la capçalera a llevant però, en haver d'adaptar-se a l'orografia difícil, l'orientació real és d'est-sud-est a oest-nord-oest. L'aparell constructiu és de carreuó de gres ben escairat però sense polir, disposat ordenadament en filades uniformes i regulars, característica que palesa les formes constructives característiques entre els segles xi i xii. Les façanes són totalment llises, la teulada a doble vessant amb el carener longitudinal i coberta amb lloses irregulars de pedra que deixen un ràfec senzill i sense ornamentació. La façana nord conté l'únic accés a l'edifici, en forma de porta d'arc de mig punt de grans dovelles regulars. Al centre de l'absis s'obre una finestra senzilla d'arc de llinda i una sola esqueixada. A l'exterior, l'absis té un alt sòcol que recorda la solució similar de l'absis de Santa Maria del Salgar. L'interior es resol amb una volta de canó, que enllaça amb l'absis mitjançant un deforme arc presbiteral, que no es reflecteix en planta.

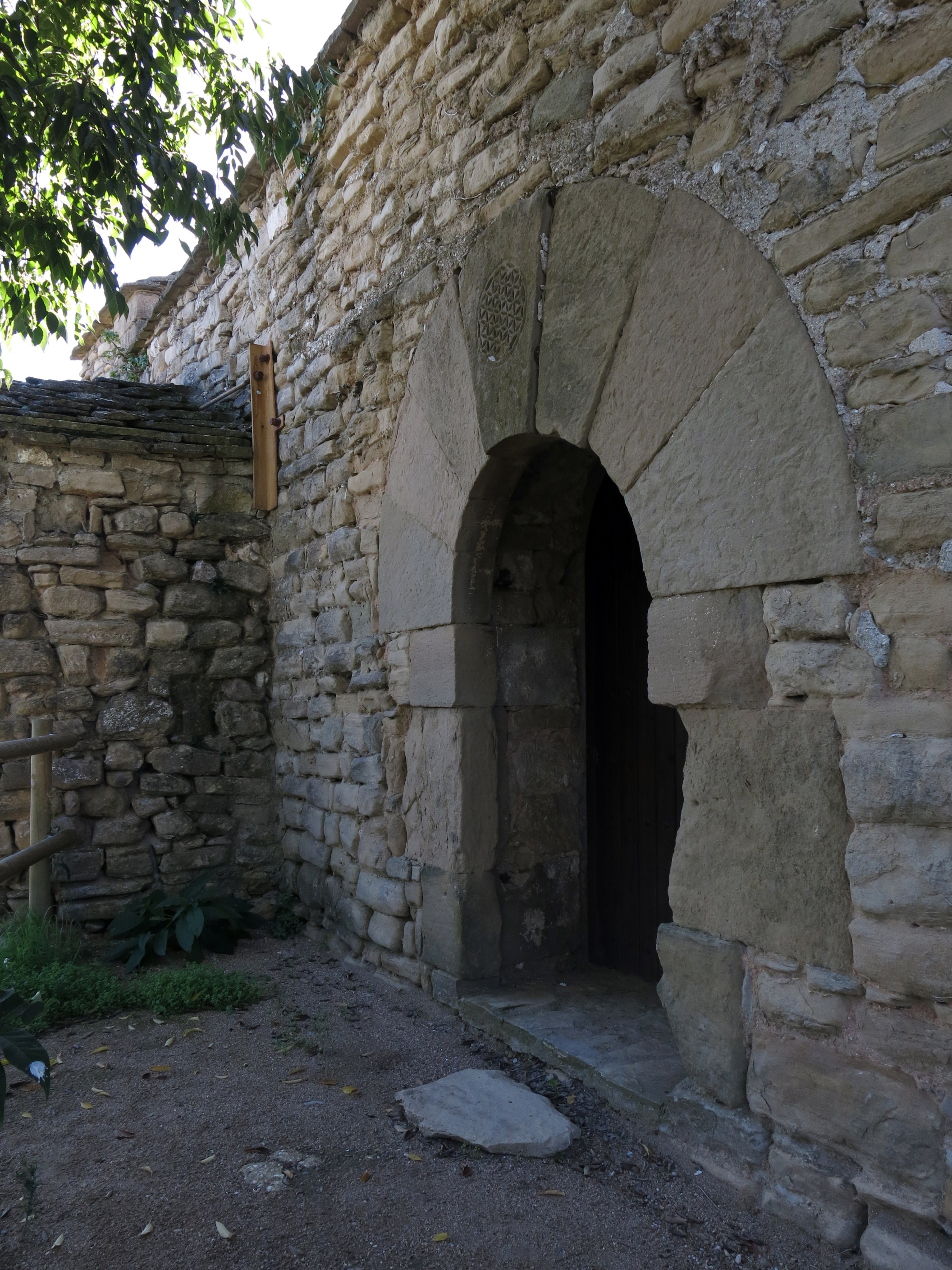
Portal

La resta d'elements constructius hi van ser afegits tardanament: A l'esquerra de la porta es va afegir una capella lateral en què actualment s'obre un gran finestral d'arc de mig punt. A la façana de ponent es va adossar el campanar de torre, de planta quadra i amb quatre ulls d'arc rebaixat. L'aparell constructiu, més regular, de l'angle sud-oest delata una reconstrucció posterior. Els dos contraforts a la façana meridional també s'hi afegiren tardanament per tal d'intentar evitar la ruïna de l'edifici.